# Connarus lamii
Connarus lamii är en tvåhjärtbladig växtart som beskrevs av Leenh.. Connarus lamii ingår i släktet Connarus och familjen Connaraceae. Inga underarter finns listade i Catalogue of Life.